# Copa Primera
La Copa Primera (Anteriormente llamada Copa Nicaragua) es una competición nacional de fútbol organizada por Liga Primera y disputada por 34 clubes de Liga Primera,  Liga de Ascenso y Campeonato Nacional de Segunda División.

## Historia
El 19 de febrero de 2019 en una noche de gala se realizó el lanzamiento oficial de la primera edición de Copa Nicaragua, con el sorteo de la primera ronda de dieciseisavos de final. 
La Copa Nicaragua cuenta con la participación de los 10 clubes de Liga Primera, 14 equipos de Segunda División y 10 equipos de Tercera División.
En 2020 la copa cambió su nombre a Copa Primera.
En 2024 el formato de La Copa de Nicaragua cambió. Ahora se jugarán dos rondas preliminares entre equipos de Segunda División y Tercera División y clasificarán 6 equipos a los octavos de final para enfrentarse a los equipos de Liga Primera

## Sistema de competición

### Participantes
Participan 34 equipos: los 10 de Liga Primera, los 14 de Segunda División y los 10 de Tercera División.

### Rondas eliminatorias
Se disputan las eliminatorias a doble partido (2 rondas preliminares, octavos, cuartos, semifinales y final).

## Palmarés
| Temp.          | Campeón            | Resultado                 | Subcampeón     | Máximo goleador                                                                                    | G              |
| Copa Nicaragua | Copa Nicaragua     | Copa Nicaragua            | Copa Nicaragua | Copa Nicaragua                                                                                     | Copa Nicaragua |
| -------------- | ------------------ | ------------------------- | -------------- | -------------------------------------------------------------------------------------------------- | -------------- |
| 2019           | Managua FC         | 0 - 0, 0 - 0 (4 - 3 pen.) | Diriangén FC   | Leslie Sevilla (CD Walter Ferreti)                                                                 | 6              |
| Copa Primera   |                    |                           |                | |                |
| 2020           | Diriangén FC       | 1 - 0                     | Managua FC     | José Laureiro (Diriangén FC)                                                                       | 6              |
| 2021           | CD Walter Ferretti | 3 - 1                     | Real Madriz FC | Kevin Castro (Real Madriz FC) Dshon Forbes (CD Walter Ferreti) Brian Calabrese (CD Walter Ferreti) | 6              |
| 2022           | CD Walter Ferretti | 1 - 0                     | Real Estelí FC | |                |
| 2023           | Real Estelí FC     | 3 - 0                     | CD Ocotal      | Luis Galeano (CS Sébaco)                                                                           | 8              |
| 2024           | Diriangén FC       | 3 - 2                     | Matagalpa FC   | Jorge García (Matagalpa FC)                                                                        | 6              |
| 2025           | Diriangén FC       | 2 - 1                     | Real Estelí FC | Bandera de ?                                                                                       |                |

## Títulos por club
En la siguiente tabla se muestran todos los clubes que han disputado alguna vez una final de Copa. Aparecen ordenados por número de títulos conquistados. A igual n.º de títulos por n.º de subcampeonatos y si persiste la igualdad, por antigüedad de su primer título o participación.

### Títulos por equipo
| Club               | Títulos | Subtítulos | Años Campeón     | Años Subcampeón |
| ------------------ | ------- | ---------- | ---------------- | --------------- |
| Diriangén FC       | 3       | 1          | 2020, 2024, 2025 | 2019            |
| CD Walter Ferretti | 2       | 0          | 2021, 2022       | -               |
| Managua FC         | 1       | 1          | 2019             | 2020            |
| Real Estelí FC     | 1       | 2          | 2023             | 2022, 2025      |
| Real Madriz FC     | 0       | 1          | -                | 2021            |
| CD Ocotal          | 0       | 1          | -                | 2023            |
| Matagalpa FC       | 0       | 1          | -                | 2024            |